# Andreas Lysing
Andreas Lysing, född 18 december 1636 i Västra Tollstads socken, död 21 augusti 1713 i Stockholm, var en svensk kyrkoherde, hovpredikant och riksdagsman.

## Biografi
Lysing var son till klockaren i Stora Åby kyrka Olof Knutsson och dennes maka Brita Håkansdotter. Han blev student vid Uppsala universitet 1662, och reste därefter utomlands där han blev teologie magister (dock oklart var). Han återvände sedan till Sverige och blev den 1 mars 1672 prästvigd i Klara kyrka i Stockholm. Han blev relativt snabbt huspredikant hos Agneta Horn. 1674 blev han pastorsadjunkt i Norrköping innan han 1675 blev kyrkoherde i Kvillinge och Simonstorps församling. Vid riksdagen 1686 deltog han som representant för prästeståndet. Under en resa stannade kung Karl XI och drottning Ulrika Eleonora över natten hos honom, från lördag till söndag, och lyssnade även på hans predikan. Han utnämndes därefter till hovpredikant 1690 hos drottningen. 1693 utnämndes han till kyrkoherde i Jakob och Johannes församling, en tjänst han tillträdde i januari 1695.
Han dog efter en tids sjukdom 1713 i Stockholm.

## Giftermål och familj
Lysing var gift två gånger, det första äktenskapet ingicks den 6 juni 1673 med Ingiäl Hillman. I äktenskapet föddes 3 flickor. Ingiäl dog dock 1677 varvid Lysing gifte om sig 1678 med Emerentia Rydelius, och paret fick 8 barn, varav 4 nådde vuxen ålder.